# غزور سفلي
غزور سفلي هي قرية في مقاطعة كوثر، إيران. عدد سكان هذه القرية هو 80 في سنة 2006.